# Mo, Grue kommun
Mo är en by i Grue kommun i Innlandet fylke i sydöstra Norge. Byn ligger vid riksväg 2, på östra sidan av älven Glomma.